# Талианти (кула)
Кула „Талианти“ (на италиански: Torre dei Tallianti), известна още като Turris Alba (от лат. Бяла кула), е древна средновековна кула в град Ивреа, Пиемонт, Северна Италия.

## История
Дворецът и неговата кула са издигнати между XII и XIII век от древната фамилия Талианти от Ивреа, която изчезва през 1740 г. Кулата претърпява реставрация през 2015 г.

## Описание
Постройката се намира в историческия център на Ивреа и има вход на ул. „Бертинати“, но също така се радва на южна гледка към близките градини Джузиана. Намира се в непосредствена близост до емблематичния Хотел „Ла Сера“ и на много кратко разстояние от древния Палацо Джузиана. Сградата е организирана около вътрешен двор, от чиято източна страна се издига самата кула с квадратен план. Това, което се издига две нива по-високо от покрива на сградата, достигайки височина от 24 метра, има малки заострени арки на своите възвишения. Изградена от камък и открити тухли, кулата е украсена в горната си част от лента, съставена от три реда висящи арки; същата украса се среща и в други части на фасадата на сградата.
Кулата е известна още като Turris Alba („Бяла кула" на латински), както е дефинирана от архитекта Алфредо д'Андраде. Смята се, че това име се отнася до варовата мазилка, която някога е характеризирала кулата и от която са открити следи в някои части на нейните фасади.